# 青木千佳
青木千佳（あおき ちか、1990年2月21日 - ）は、日本のフェンシング選手。リオデジャネイロ五輪代表選手。
福井県立武生商業高等学校から日本大学を経てNEXUS株式会社所属。
2020年東京オリンピックフェンシング女子サーブル個人では1回戦でウズベキスタン選手に9-15で敗れた。